# Músculo hiogloso
El músculo hiogloso (musculus hyoglossus) uno de los músculos suprahioideos, delgado y cuadrilátero, surge de a un lado del cuerpo y de la longitud total del cuerno mayor del hueso hioides, y pasa casi verticalmente arriba para entrar a un lado de la lengua, entre el estilogloso y longitudinalis inferior.

## Trayecto
El músculo hiogloso se inserta en el extremo externo sobre el borde superior del hueso hioides y de su cuerno o asta mayor. Las fibras del hiogloso se extienden hacia arriba y adelante hasta fijarse en la cara lateral de la lengua, cubierto por el milohioideo. Las fibras que nacen del cuerpo del hueso hioides se superponen a las que parten del cuerno hioideo. 
Por el lado medial del hiogloso, es decir, por dentro del hiogloso, pasan la vena lingual y la arteria lingual. Lateralmente, entre el músculo hipogloso y el músculo milohioideo yacen varias estructuras importantes (de arriba abajo): la glándula submandibular, el conducto submandibular, el nervio lingual, comitans vena del nervio hipogloso y el nervio hipogloso. De modo que el hiogloso separa la arteria y vena lingual del nervio hipogloso. Cabe destacar que hacia atrás, es decir, posteriormente, el nervio lingual se encuentra superior al conducto submandibular y una porción de la glándula salival submaxilar sobresale en el espacio entre el hipogloso y el músculo milohioideo.

## Acción
El hiogloso deprime y se retrae la lengua haciendo que el dorso de la lengua se vuelva más convexo  La inervación del hiogloso es dada por fibras motoras del nervio hipogloso (XII par craneal).